# Комаббіо
Комаббіо (італ. Comabbio) — муніципалітет в Італії, у регіоні Ломбардія, провінція Варезе.
Комаббіо розташоване на відстані близько 530 км на північний захід від Рима, 55 км на північний захід від Мілана, 13 км на південний захід від Варезе.
Населення — 1130 осіб (2014).

## Демографія
Населення за роками:

Станом на 1 січня 2023 року в муніципалітеті офіційно проживало 79 іноземців з 20 країн, серед них 39 громадян країн Євросоюзу та 7 громадян України.

## Сусідні муніципалітети
- Меркалло
- Озмате
- Сесто-Календе
- Тернате
- Траведона-Монате
- Варано-Боргі
- Верджате